# Beteta
Beteta és un municipi de la província de Conca a la comunitat autònoma de Castella-La Manxa, Espanya. Té 115,35 km² de superfície i al 2023 tenia 235 habitants (densitat: 2,4 hab. / km²). Limita amb els municipis de Cuenca, Cueva del Hierro, Masegosa, Lagunaseca, Santa María del Val, Carrascosa, Valsalobre, Peñalén, Poveda de la Sierra, Peralejos de las Truchas i Checa.
Formen part tres nuclis de població: Beteta, Valtablado de Beteta i El Tobar.

## Administració
| Període      | Nom de l'alcalde/-essa                     | Partit polític   | Data de possessió |
| ------------ | ------------------------------------------ | ---------------- | ----------------- |
| 1979 - 1983  | José Esteban                               | UCD              | 19/04/1979        |
| 1983 - 1987  | David Garay                                | PSOE             | 28/05/1983        |
| 1987 - 1991  | Antonio Chacón Espada                      | AP               | 30/06/1987        |
| 1991 - 1995  | Agustina Gil Esteban                       | PSOE             | 15/06/1991        |
| 1995 - 1999  | Mario Antón Moreno                         | PSOE             | 17/06/1995        |
| 1999 - 2003  | Mario Antón Moreno                         | PSOE             | 03/07/1999        |
| 2003 - 2007  | Mario Antón Moreno                         | PSOE             | 14/06/2003        |
| 2007 - 2011  | Mario Antón Moreno                         | PSOE             | 16/06/2007        |
| 2011 - 2015  | Jesús Mayordomo Cuevas                     | PSOE             | 11/06/2011        |
| 2015 - 2019  | Abel Cava Garay                            | PSOE             | 13/06/2015        |
| 2019 - 2023  | Jesús Vicente Esteban Julián Esteban Pulla | PP               | 15/06/2019        |
| Des del 2023 | Manuel Vega Bonilla                        | Beteta Participa | 17/06/2023        |